# فيليبو سكايليا
فيليبو سكايليا (بالإيطالية: Filippo Scaglia)‏ (31 يناير 1992 بتورينو في إيطاليا - ) هو لاعب كرة قدم إيطالي في مركز الدفاع. شارك مع منتخب إيطاليا تحت 20 سنة لكرة القدم. أما مع النوادي، فقد لعب مع نادي تورينو ونادي سيتاديلا وBassano Virtus 55 ST ‏ وAC Cuneo 1905 ‏.

## روابط خارجية
- فيليبو سكايليا على موقع قاعدة بيانات كرة القدم.إي يو (الإنجليزية)
- فيليبو سكايليا على موقع Soccerway.com (الإنجليزية)
- فيليبو سكايليا على موقع عالم كرة القدم.نت (الإنجليزية)
- فيليبو سكايليا على موقع AS.com (الإسبانية)